# Lill-Tannsjötjärnen
Lill-Tannsjötjärnen är en sjö i Strömsunds kommun i Ångermanland och ingår i Ångermanälvens huvudavrinningsområde.